# István Juhász (bokser)
István Juhász (ur. 5 czerwca 1931 w Kecskemécie) – węgierski bokser, trzykrotny medalista mistrzostw Europy, olimpijczyk.

## Osiągnięcia sportowe
Zdobył srebrny medal w wadze lekkiej (do 60 kg) na mistrzostwach Europy w 1951 w Mediolanie po wygraniu trzech walk i przegranej w finale z Bruno Visintinem z Włoch. Na igrzyskach olimpijskich w 1952 w Helsinkach wygrał dwie walki w tej kategorii (w tym z Luisem Albino z Urugwaju), a w ćwierćfinale został pokonany przez późniejszego złotego medalistę Włocha Aureliano Bolognesiego.
Ponownie zdobył srebrny medal w wadze lekkiej na mistrzostwach Europy w 1953 w Warszawie po wygraniu dwóch walk (w tym z Penttim Niinivuorim z Finlandii w półfinale) i porażce w finale z Wladimirem Jengibarianem ze Związku Radzieckiego. Na kolejnych mistrzostwach Europy w 1955 w Berlinie Zachodnim wygrał jedną walkę w tej wadze, ale  w ćwierćfinale przegrał z późniejszym mistrzem Harrym Kurschatem z Republiki Federalnej Niemiec.
Wywalczył brązowy medal w wadze lekkopółśredniej (do 63,5 kg) na mistrzostwach Europy w 1959 w Lucernie po wygraniu dwóch walk oraz porażce w półfinale z Piero Brandim z Włoch.
Był mistrzem Węgier w wadze piórkowej (do 57,2 kg) w 1950 oraz w wadze lekkopółśredniej w 1954 i 1960.